# Coupe du monde féminine de cyclisme sur route 2007
Navigation
Édition précédente Édition suivante
La Coupe du monde de cyclisme sur route féminine 2007 est la 10e édition de la Coupe du monde de cyclisme sur route féminine. C'est la Néerlandaise Marianne Vos qui a remporté le classement individuel et Raleigh Lifeforce Creation HB Pro Cycling Team le classement par équipes.

## Courses
| Date          | # | Course                                          | Pays      | Vainqueur         | Equipe                                         |
| ------------- | - | ----------------------------------------------- | --------- | ----------------- | ---------------------------------------------- |
| 3 mars        | 1 | Geelong World Cup                               | Australie | Nicole Cooke      | Raleigh Lifeforce Creation HB Pro Cycling Team |
| 3 avril       | 2 | Tour des Flandres                               | Belgique  | Nicole Cooke      | Raleigh Lifeforce Creation HB Pro Cycling Team |
| 12 avril      | 3 | Tour de Drenthe                                 | Pays-Bas  | Adrie Visser      | Team DSB Bank                                  |
| 25 avril      | 4 | Flèche wallonne                                 | Belgique  | Marianne Vos      | Team DSB Bank                                  |
| 13 mai        | 5 | Tour de Berne                                   | Suisse    | Edita Pučinskaitė | Equipe Nürnberger Versicherung                 |
| 2 juin        | 6 | La Coupe du Monde Cycliste Féminine de Montréal | Canada    | Fabiana Luperini  | Menikini Gysko                                 |
| 5 août        | 7 | Open de Suède Vårgårda                          | Suède     | Chantal Beltman   | T-Mobile Women                                 |
| 1er septembre | 8 | Grand Prix de Plouay                            | France    | Noemi Cantele     | Bigla Cycling Team                             |
| 16 septembre  | 9 | Tour de Nuremberg                               | Allemagne | Marianne Vos      | Team DSB Bank                                  |

## Classements finals

### Classement individuel
| #  | Cycliste            | Équipe | 1  | 2  | 3  | 4  | 5  | 6  | 7  | 8  | 9   | Total |
| -- | ------------------- | ------ | -- | -- | -- | -- | -- | -- | -- | -- | --- | ----- |
| 1  | Marianne Vos        | DSB    | -  | 35 | 35 | 75 | 50 | 30 | 11 | 21 | 150 | 407   |
| 2  | Nicole Cooke        | RLT    | 75 | 75 | 21 | 50 | 30 | 27 | 9  | 50 | 0   | 337   |
| 3  | Ina-Yoko Teutenberg | TMP    | 30 | 0  | 30 | -  | -  | -  | -  | 0  | 100 | 160   |
| 4  | Noemi Cantele       | BCT    | -  | 0  | 0  | 0  | 0  | -  | 35 | 75 | 42  | 152   |
| 5  | Oenone Wood         | TMP    | 50 | 0  | -  | 0  | 35 | 24 | 0  | 30 | 0   | 139   |
| 6  | Fabiana Luperini    | MSG    | -  | 0  | -  | 15 | -  | 75 | 18 | 0  | -   | 108   |
| 7  | Trixi Worrack       | NUR    | 18 | 30 | 0  | 3  | 0  | 18 | 7  | 10 | 14  | 100   |
| 8  | Rochelle Gilmore    | MSG    | 0  | -  | 24 | -  | 11 | 0  | -  | 0  | 60  | 95    |
| 9  | Regina Schleicher   | NUR    | 21 | 0  | 0  | -  | 0  | 0  | -  | 0  | 70  | 91    |
| 10 | Edita Pučinskaitė   | NUR    | 0  | 0  | 0  | 1  | 75 | -  | -  | 4  | 0   | 80    |

### Classement par équipes
| #  | Équipe                                         | Code | Points |
| -- | ---------------------------------------------- | ---- | ------ |
| 1  | Raleigh Lifeforce Creation HB Pro Cycling Team | RLT  | 540    |
| 2  | Team DSB Bank                                  | DSB  | 527    |
| 3  | T-Mobile Women                                 | TMP  | 477    |
| 4  | Equipe Nürnberger Versicherung                 | NUR  | 405    |
| 5  | Bigla Cycling Team                             | BCT  | 313    |
| 6  | Menikini Selle Italia Gysko                    | MSI  | 301    |
| 7  | AA Drink Cycling Team                          | AAD  | 143    |
| 8  | Team Flexpoint                                 | FLX  | 137    |
| 9  | Équipe d'Italie                                | ITA  | 75     |
| 10 | Vienne Futuroscope                             | FUT  | 67     |

## Sources
- Résultats
- Classements